# Червеноглава юхина
Червеноглавата юхина (Yuhina bakeri) е вид птица от семейство Коприварчеви (Sylviidae).

## Разпространение
Видът е разпространен в Бангладеш, Бутан, Индия, Китай, Мианмар и Непал.